# Vultee XP-54
Vultee XP-54 byl prototyp celokovového dolnoplošného stíhacího letounu s křídlem lomeným do W, který vyvíjela americká firma Vultee se sídlem v Downey.

## Vývoj
Typ byl vyvíjen na základě specifikací USAAC R-40C z listopadu 1939, které požadovaly nekonvenční řešení konstrukce pro pohonnou jednotku Pratt & Whitney X-1800-A3G s očekávaným výkonem 1470 kW. Projekt firmy Vultee, označený jako Model 84, vyhrál celou soutěž a porazil konkurenční konstrukce Curtiss XP-55 Ascender a Northrop XP-56 Black Bullet. Po sérii testů koncepce XP-54 v aerodynamickém tunelu, byla 22. června 1940 objednána stavba prvního prototypu. V září 1941 musela společnost Vultee výrazně změnit účel vyvíjeného stroje, protože americké letectvo přestalo mít zájem na původně požadovaném stíhacím letounu pro střední výšky a dodatečně specifikovalo letoun jako výškový stroj s turbokompresorem, těžkou výzbrojí a účinným pancéřováním. Původní odhad hmotnosti 5300 kg tak vzrostl na 8170 kg, slibovaná pohonná jednotka však měla hmotnostní nárůst vynahradit. Druhý prototyp byl objednán 17. března 1942.

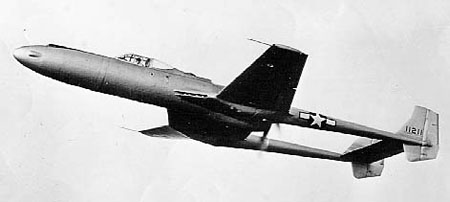
Druhý prototyp XP-54 během svého jediného letu.

XP-54 poháněl tlačný motor, který se nacházel v zadní části jeho trupu. Z každé poloviny křídla vycházely dva dlouhé nosníky ocasních ploch s třílistou vrtulí mezi nimi. Chlazení kapaliny a oleje bylo zabudováno v centroplánu křídla, přičemž vztlakové klapky působily současně jako regulace průtoku chladicího vzduchu. Původně zamýšlený kapalinou chlazený dvacetičtyřválec do X Pratt & Whitney X-1800-A3G musel být po zrušení jeho vývoje nahrazen motorem Lycoming XH-2470-1 o předpokládaném výkonu 1690 kW.
Konstrukce XP-54 přinesla některá nová řešení. Byl vybaven přetlakovou kabinou a sedadlo pilota sloužilo i jako elektricky poháněný výtah, kterým se pilot do vysoko posazeného kokpitu dostal. Nouzové opuštění letounu kvůli přetlakové kabině zahrnovalo vystřelení pilota směrem dolů pod letoun a odpálení vrtule, která by mohla pilota ohrozit. Výzbroj uloženou v přídi letounu tvořila pevně uchycená dvojice kanónů T-9 ráže 37 mm a dva kulomety M-2 ráže 12,7 mm. Celá příď se mohla vychylovat v rozsahu od +3° do -6°, což v kombinaci se speciálním zaměřovačem mělo pilotu usnadnit přesné zamíření bez potřeby prudkého manévrování.

## Testy

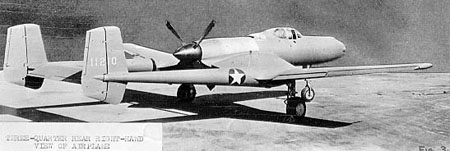
Vultee XP-54

Letecké testy prvního prototypu (41-11210, „Swoose Goose“) začaly 15. ledna 1943 a stroj během nich nalétal 63 hodin a 10 minut. Následně byl přelétnut na základnu armádního letectva Wright Field, kde byl po čase zrušen. Výkony letounu totiž byly díky nevyzrálému motoru menší, než se očekávalo.
Druhý prototyp (41-11211) byl zalétán 24. května 1944 a přelétl na základnu Norton v Kalifornii, kde mu byla demontována výklopná příď. Ta byla dopravena k testům na výzbrojní základnu Eglin, protože kombinace dvou zbraní tak rozdílných ráží a úsťových rychlostí vzbuzovala obavy z nepřesnosti střelby. Po ukončení zkoušek se již příď na XP-54 nevrátila, protože byl celý program zrušen.

## Specifikace

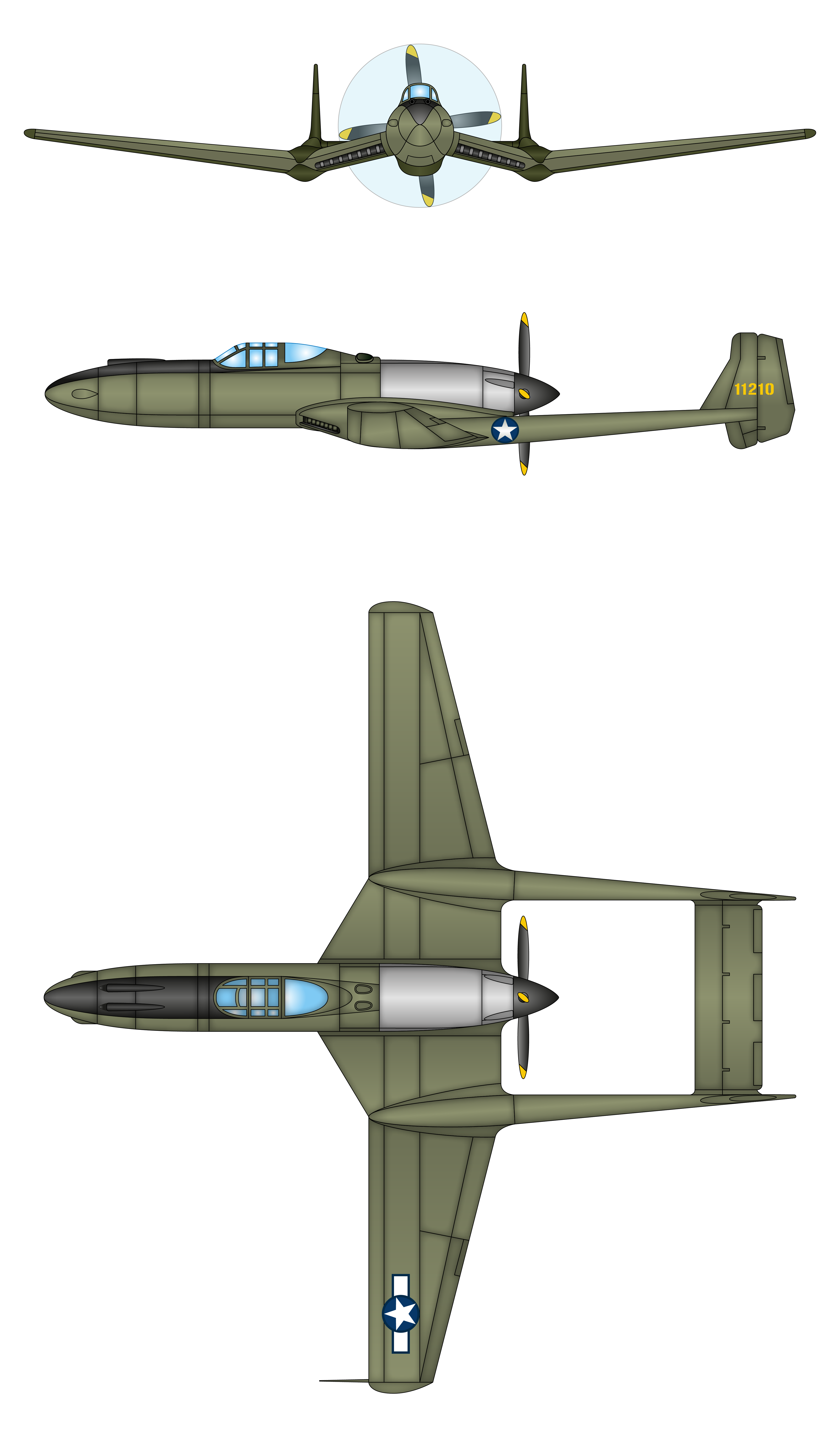
Třípohledový nákres XP-54

### Technické údaje
- Posádka: 1
- Rozpětí: 16,41 m
- Délka: 16,69 m
- Výška: 4,42 m
- Nosná plocha: 42,4 m²
- Hmotnost prázdného letounu: 6923 kg
- Vzletová hmotnost: 8270 kg
- Maximální vzletová hmotnost: 8771 kg
- Pohonná jednotka: kapalinou chlazený 24válec Lycoming XH-2470-1 o výkonu: 2300 hp (1715 kW)

### Výkony
- Maximální rychlost: 613 km/h ve výšce 8700 m
- Dostup: 11 300 m